# Lakhnafif
Lakhnafif (franska: Lakhnafif (CR), Lakhnafif (Commune Rurale), arabiska: لكفيفات) är en kommun i Marocko.   Den ligger i provinsen Taroudannt och regionen Souss-Massa, i den centrala delen av landet, 500 km söder om huvudstaden Rabat. Antalet invånare är 8 881.